# Pieter Jan Renier

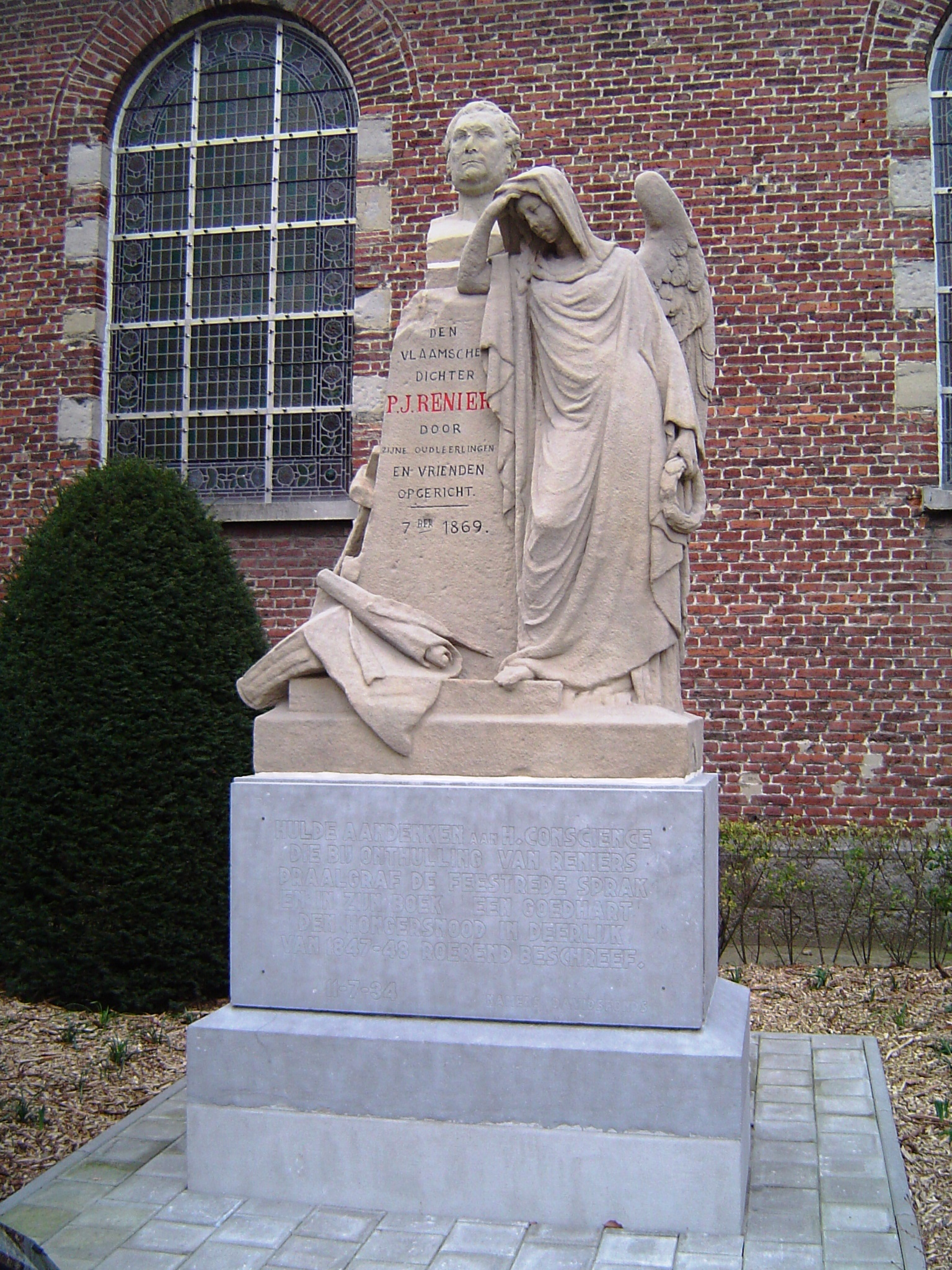
Pieter Jan Renier, minnesmärke i Deerlijk.

Pieter Jan Renier, född 21 september 1795 i Deerlijk, död där 29 augusti 1859, var en flamländsk skald.
Renier, som bland annat var kantonalskolinspektör i Courtrai, författade bland annat fabler (Fabelen, 1843; tionde upplagan 1859), Beginselen der vlaemsche spraekkunst (1831; tio upplagor) och dikter, bland vilka många vann pris och som till stor del är intagna i "Vlaemsche mengeldichten" (1843).